# Celtis brasiliensis
Celtis brasiliensis là một loài thực vật có hoa trong họ Cannabaceae. Loài này được (Gardner) Planch. mô tả khoa học đầu tiên năm 1848.